# Rasa del Migsenyor
La Rasa del Migsenyor és un torrent afluent per l'esquerra de la Rasa de la Creu de les Llaceres, al Bages.

## Municipis per on passa
El curs de la Rasa del Migsenyor transcorre íntegrament pel terme municipal de Cardona.

## Xarxa hidrogràfica
La xarxa hidrogràfica de la Rasa del Migsenyor està constituïda per 3 cursos fluvials que sumen una longitud total de 3.966 m.

### Distribució municipal
El conjunt de la seva xarxa hidrogràfica transcorre íntegrament pel terme municipal de Cardona.